# Henry Schütze
Henry Schütze (* 1955) ist ein deutscher Kommunalpolitiker und war von 2008 bis 2021 Oberbürgermeister der Stadt Bernburg.

## Leben
Der gelernte Elektriker studierte vor der Wende Staatsrecht und war Mitglied der Sozialistischen Einheitspartei Deutschlands (SED).
Schütze war von 1984 bis 1993 hauptamtlicher und anschließend bis 2008 ehrenamtlicher Bürgermeister der Gemeinde Gröna. Von 1993 bis 2008 war er Geschäftsführer eines Wasser- und Bodenverbands.
2007 wurde er als parteiloser Kandidat von der CDU für das Amt des Oberbürgermeisters der Stadt Bernburg aufgestellt. Im ersten Wahlgang im Oktober 2007 konnte kein Kandidat die absolute Mehrheit erreichen. In der Stichwahl am 4. November 2007 erreichte Schütze 65,2 % der Stimmen, der unabhängige Gegenkandidat Roland Halang (CDU) erhielt 34,8 % der Stimmen. Am 1. März 2008 trat er sein Amt als Nachfolger des in den Ruhestand getretenen Oberbürgermeisters Helmut Rieche (CDU) an.
Bei der Wahl des Oberbürgermeisters der Stadt Bernburg (Saale) am 16. November 2014 wurde Schütze mit 5.865 Stimmen bei 29.462 Wahlberechtigten wiedergewählt. Das entsprachen bei einer Wahlbeteiligung von 27,2 % rund 73,9 % der 7.934 abgegebenen Stimmen.
Er ist verheiratet und hat einen Sohn.